# Celtic Glasgow/Saison 1897/98
Die Celtic Glasgow Saison 1897/98 war die 10. Spielzeit des schottischen Fußballvereins aus Glasgow seit deren Gründung am 6. November 1887. In dieser Saison wurde Celtic zum vierten Mal Meister in Schottland. Es war der fünfte große nationale Titel in der Vereinsgeschichte. Im nationalen Pokal unterlag Celtic im Achtelfinale gegen Third Lanark. Dan Doyle, der seit 1891 für den Verein spielte, wurde als Nachfolger von James Kelly neuer Mannschaftskapitän. Im Jahr 1897 wurde der Verein durch eine Mehrheit der Mitglieder in eine Kapitalgesellschaft umgewandelt. Celtic gehörte damit zu den ersten Fußballvereinen in Großbritannien, die diesen Schritt vollzogen. Im selben Jahr wurde der erst 29-Jährige Willie Maley als der erste offizielle Cheftrainer der Vereinsgeschichte eingestellt und blieb dies bis 1940. In diesen 43 Jahren gewann Celtic 16-Mal die Meisterschaft und elfmal den Pokal. 
Der Stürmer George Allan war mit 15 erzielten Toren in der Liga bester Torschütze von Celtic in dieser Spielzeit. Torschützenkönig wurde Robert Hamilton von den Glasgow Rangers. In der Saison 1897/98 betrug die gesamte Besucherzahl in der Liga im Celtic Park 117.500 (etwa 13.000 Zuschauer pro Heimspiel).

## Personalien

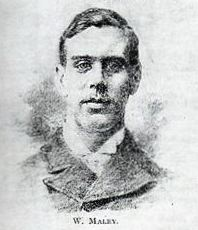
Willie Maley Trainer von Celtic in der Saison 1897/98

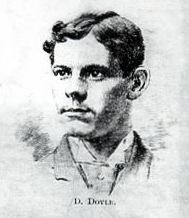
Dan Doyle Kapitän von Celtic in der Saison 1897/98

| Nat.        | Name              | Geburtsdatum  | im Verein seit | vorheriger Verein    |
| Torhüter    | Torhüter          | Torhüter      | Torhüter       | Torhüter             |
| ----------- | ----------------- | ------------- | -------------- | -------------------- |
| Schottland  | John Docherty     |               | 1897           | FC Dumbarton         |
| Schottland  | Dan McArthur      | 9. Aug. 1867  | 1892           | FC Parkhead          |
| Feldspieler |                   |               |                |                      |
| Schottland  | George Allan      | 23. Aug. 1875 | 1897           | FC Liverpool         |
| Schottland  | James Blessington | 28. Feb. 1874 | 1892           | Leith Athletic       |
| Schottland  | Johnny Campbell   | 19. Aug. 1872 | 1897           | Aston Villa          |
| Schottland  | James Connachan   | 11. Aug. 1876 | 1897           | Duntocher Hibernian  |
| Schottland  | Dan Doyle         | 16. Sep. 1864 | 1891           | FC Everton           |
| Schottland  | Patrick Gilhooley | 6. Juli 1876  | 1896           | Cambuslang Hibernian |
| Schottland  | Hugh Goldie       | 10. Feb. 1874 | 1897           | FC Everton           |
| Schottland  | Willie Groves     | 26. Aug. 1868 | 1888           | Hibernian Edinburgh  |
| England     | Adam Henderson    | 16. Juni 1873 | 1897           | Preston North End    |
| Schottland  | Alexander King    | 18. Juni 1871 | 1896           | Heart of Midlothian  |
| Schottland  | Allan Lynch       | 6. März 1879  | 1897           | Scottish Rifles      |
| Schottland  | Sandy McMahon     | 16. Okt. 1870 | 1892           | Hibernian Edinburgh  |
| Schottland  | James Orr         | 24. Juli 1871 | 1895           | Darwen               |
| Schottland  | Willie Orr        | 17. Dez. 1872 | 1897           | Preston North End    |
| England     | Jack Reynolds     | 21. Feb. 1869 | 1897           | Aston Villa          |
| Schottland  | David Russell     | 9. Jan. 1871  | 1896           | Heart of Midlothian  |
| Schottland  | Peter Somers      | 3. Juni 1878  | 1897           | Hamilton Academical  |
| England     | James Welford     | 27. März 1869 | 1897           | Aston Villa          |

### Transfers
Celtic verpflichtete in der Sommerpause 1897 zahlreiche Spieler aus der englischen Football League, darunter vom Meister Aston Villa, Johnny Campbell, Jack Reynolds und James Welford.
| Zugänge | Abgänge |
| --- | --- |
| - George Allan (FC Liverpool) - John Docherty (FC Dumbarton) a. - Johnny Campbell (Aston Villa) - James Connachan (Duntocher Hibernian) - Hugh Goldie (FC Everton) - Adam Henderson (Preston North End) - Allan Lynch (Scottish Rifles) - Willie Orr (Preston North End) - Jack Reynolds (Aston Villa) - Peter Somers (Hamilton Academical) - James Welford (Aston Villa) | - Barney Battles (FC Dundee) - James Carlin (Victoria United) - Bernard Crossan (unbekannt) - Joe Cullen (Tottenham Hotspur) - John Divers (FC Everton) - Thomas Dunbar (Busby Cartvale) - Patrick Farrell (FC Arsenal) - William Ferguson (FC Burnley) - John Henderson (Victoria United) - James Kelly (Karriereende) - John King (FC East Stirlingshire) - Johnny Madden (FC Dundee) - Willie Maley (Karriereende; Cheftrainer Celtic Glasgow) - Charles McEleny (New Brighton Tower) - Henry McIlvenny (Brighton) - Peter Meehan (FC Everton) - Thomas Morrison (FC Burnley) - John Neilson (FC Abercorn) - Patrick Slavin (FC Motherwell) |

## Saison

### Liga
| ST | Datum              | Gegner              | Ort      | Ergebnis | Tor(e) für Celtic Glasgow                              |
| -- | ------------------ | ------------------- | -------- | -------- | ------------------------------------------------------ |
| 1  | 4. September 1897  | Hibernian Edinburgh | Heim     | 4:1      | Henderson (2×), King, Russell                          |
| 2  | 11. September 1897 | Heart of Midlothian | Auswärts | 0:0      |                                                        |
| 3  | 20. September 1897 | FC St. Bernard’s    | Auswärts | 2:0      | Gilhooly (anderer Torschütze unbekannt)                |
| 4  | 25. September 1897 | FC Clyde            | Heim     | 6:1      | Allan (2×), King, McMahon (2×), Russell                |
| 5  | 27. September 1897 | Glasgow Rangers     | Auswärts | 4:0      | Allan, Campbell, King, McMahon                         |
| 6  | 2. Oktober 1897    | FC St. Mirren       | Auswärts | 0:0      |                                                        |
| 7  | 9. Oktober 1897    | Third Lanark        | Auswärts | 1:0      | Allan                                                  |
| 8  | 23. Oktober 1897   | Heart of Midlothian | Heim     | 3:2      | Allan, Campbell (2×)                                   |
| 9  | 6. November 1897   | FC Dundee           | Auswärts | 2:1      | Henderson (2×)                                         |
| 10 | 27. November 1897  | Hibernian Edinburgh | Auswärts | 2:1      | McMahon, Reynolds                                      |
| 11 | 4. Dezember 1897   | Third Lanark        | Heim     | 4:0      | Campbell, Russell (2×), (anderer Torschütze unbekannt) |
| 12 | 11. Dezember 1897  | Partick Thistle     | Auswärts | 6:3      | Allan (2×), Campbell, Russell, Somers (2×)             |
| 13 | 18. Dezember 1897  | FC St. Bernard’s    | Heim     | 5:1      | Allan, Gilhooly (2×), McMahon (2×)                     |
| 14 | 25. Dezember 1897  | FC Clyde            | Auswärts | 9:1      | Allan (5×), Campbell, McMahon, Russell (2×)            |
| 15 | 11. April 1898 1   | Glasgow Rangers     | Heim     | 0:0      |                                                        |
| 16 | 15. Januar 1898    | FC Dundee           | Heim     | 2:1      | Blessington, Russell                                   |
| 17 | 29. Januar 1898    | Partick Thistle     | Heim     | 3:1      | Allan (2×), Campbell                                   |
| 18 | 12. Februar 1898   | FC St. Mirren       | Heim     | 3:0      | Gilhooly (2×), Russell                                 |

### Abschlusstabelle
| Pl. | Verein                  | Sp. | S  | U | N  | Tore    | Diff. | Punkte |
| --- | ----------------------- | --- | -- | - | -- | ------- | ----- | ------ |
| 1.  | Celtic Glasgow          | 18  | 15 | 3 | 0  | 056:130 | +43   | 33:30  |
| 2.  | Glasgow Rangers (P)     | 18  | 13 | 3 | 2  | 071:150 | +56   | 29:70  |
| 3.  | Hibernian Edinburgh     | 18  | 10 | 2 | 6  | 047:290 | +18   | 22:14  |
| 4.  | Heart of Midlothian (M) | 18  | 8  | 4 | 6  | 054:330 | +21   | 20:16  |
| 5.  | Third Lanark            | 18  | 8  | 2 | 8  | 037:380 | −1    | 18:18  |
| 5.  | FC St. Mirren           | 18  | 8  | 2 | 8  | 030:360 | −6    | 18:18  |
| 7.  | FC Dundee               | 18  | 5  | 3 | 10 | 038:300 | +8    | 13:23  |
| 7.  | Partick Thistle (N)     | 18  | 6  | 1 | 11 | 034:640 | −30   | 13:23  |
| 9.  | FC St. Bernard’s        | 18  | 4  | 1 | 13 | 035:670 | −32   | 09:27  |
| 10. | FC Clyde                | 18  | 1  | 3 | 14 | 021:830 | −62   | 05:31  |

| Zum Saisonende 1896/97 |                                |
| (M)                    | Meister des Vorjahres          |
| (P)                    | Pokalsieger des Vorjahres      |
| (N)                    | Neuzugang aus der Division Two |

### Scottish FA Cup
Celtic Glasgow startete in der 1. Runde gegen den unterklassigen FC Arthurlie in den schottischen Pokal ein. Celtic siegte bei dem Verein aus Barrhead mit 7:0. Als zweifacher Torschütze war Sandy McMahon erfolgreich. Im Achtelfinale verlor Celtic gegen den Ligakonkurrenten Third Lanark im Cathkin Park mit 2:3.
| Runde        | Datum           | Gegner       | Ort      | Ergebnis | Tor(e) für Celtic Glasgow                                                         |
| ------------ | --------------- | ------------ | -------- | -------- | --------------------------------------------------------------------------------- |
| 1. Runde     | 8. Januar 1898  | FC Arthurlie | Auswärts | 7:0      | Allan, Campbell, Goldie, Henderson, McMahon (2×), (weiterer Torschütze unbekannt) |
| Achtelfinale | 22. Januar 1898 | Third Lanark | Auswärts | 2:3      | Campbell, King                                                                    |

## Spielerstatistiken
| George Allan      | 17 | 15 | 2 | 1 |
| James Blessington | 5  | 1  | 2 | 0 |
| Johnny Campbell   | 18 | 7  | 2 | 2 |
| James Connachan   | 1  | 0  | 0 | 0 |
| John Docherty     | 1  | 0  | 0 | 0 |
| Dan Doyle         | 16 | 0  | 2 | 0 |
| Patrick Gilhooley | 15 | 5  | 1 | 0 |
| Hugh Goldie       | 13 | 0  | 2 | 1 |
| Willie Groves     | 0  | 0  | 0 | 0 |
| Adam Henderson    | 9  | 4  | 1 | 1 |
| Alexander King    | 16 | 3  | 2 | 1 |
| Allan Lynch       | 1  | 0  | 0 | 0 |
| Dan McArthur      | 17 | 0  | 2 | 0 |
| Sandy McMahon     | 14 | 7  | 1 | 2 |
| James Orr         | 1  | 0  | 0 | 0 |
| Willie Orr        | 14 | 0  | 1 | 0 |
| Jack Reynolds     | 4  | 1  | 0 | 0 |
| David Russell     | 18 | 9  | 2 | 0 |
| Peter Somers      | 3  | 2  | 0 | 0 |
| James Welford     | 16 | 0  | 2 | 0 |